# Classical BRIT Awards
Die Classical BRIT Awards sind eine jährlich in Großbritannien stattfindende Preisverleihung im Bereich der klassischen Musik. Sie sind das Äquivalent zu den BRIT Awards der populären Musik.
Die Awards werden vom Verband der Britischen Phonographischen Industrie (BPI) organisiert. Sie wurden im Jahr 2000 „in Anerkennung der Leistung von Künstlern der klassischen  Musik und dem steigenden Absatz von klassischer Musik in Großbritannien“ zum ersten Mal verliehen. Die Preisverleihung findet jährlich im Mai in der Royal Albert Hall in London statt.
Die Abstimmung über die Preise erfolgt durch „eine Akademie aus führenden Managern der Industrie, der Medien, der British Association of Record Dealers (BARD), Mitgliedern der Musikergewerkschaft, Juristen, Promotern und Orchesterleitern“. Über das „Album des Jahres“ wird  von den Zuhörern des britischen Radiosenders Classic FM abgestimmt.

## Awards

### 2000
6. Mai 2000
- British Artist of the Year — Charlotte Church
- Female Artist of the Year — Martha Argerich
- Male Artist of the Year — Bryn Terfel
- Album of the Year — Andrea Bocelli — Sacred Arias
- Young British Classical Performer — Daniel Harding
- Outstanding Contribution to Music — Nigel Kennedy

### 2001
31. Mai 2001
- Female Artist of the Year — Angela Gheorghiu
- Male Artist of the Year — Nigel Kennedy
- Album of the Year — Russell Watson—The Voice
- Ensemble/Orchestral Album of the Year — Sir Simon Rattle und Berliner Philharmoniker — Mahler, 10. Sinfonie
- Young British Classical Performer — Freddy Kempf
- Critics' Award — Sir Simon Rattle und Berliner Philharmoniker — Mahler, 10. Sinfonie
- Best-selling Debut Album — Russell Watson — The Voice
- Outstanding Contribution to Music — Sir Simon Rattle

### 2002
23. Mai 2002
- Female Artist of the Year — Cecilia Bartoli
- Male Artist of the Year — Sir Colin Davis
- Album of the Year — Russell Watson — Encore
- Ensemble/Orchestral Album of the Year — Richard Hickox und London Symphony Orchestra — Vaughan Williams, A London Symphony
- Contemporary Music Award—Tan Dun — Crouching Tiger, Hidden Dragon
- Young British Classical Performer — Guy Johnston
- Critics' Award—Sir Colin Davis and London Symphony Orchestra — Berlioz, Les Troyens
- Biggest-selling Classical Album — Russell Watson — Encore
- Outstanding Contribution to Music — Andrea Bocelli

### 2003
22. Mai 2003
- Female Artist of the Year — Renée Fleming
- Male Artist of the Year — Sir Simon Rattle
- Album of the Year — Andrea Bocelli — Sentimento
- Ensemble/Orchestral Album of the Year — Berliner Philharmoniker und Sir Simon Rattle — Mahler, 5. Sinfonie
- Contemporary Music Award—Arvo Pärt — Orient & Occident
- Young British Classical Performer — Chloë Hanslip
- Critics' Award — Murray Perahia — Chopin, Etudes Opus 10, Opus 25
- Outstanding Contribution to Music — Cecilia Bartoli

### 2004
26. Mai 2004
- Female Artist of the Year — Cecilia Bartoli
- Male Artist of the Year — Bryn Terfel
- Album of the Year — Bryn Terfel—Bryn
- Ensemble/Orchestral Album of the Year — Sir Simon Rattle and Wiener Philharmoniker — Beethoven Sinfonien
- Contemporary Music Award — Philip Glass — The Hours – Von Ewigkeit zu Ewigkeit
- Young British Classical Performer — Daniel Hope
- Critics' Award — Maxim Vengerov, Mstislav Rostropovich und London Symphony Orchestra — Britten/Walton Konzerte
- Outstanding Contribution to Music — Renée Fleming

### 2005
25. Mai 2005
- Female Artist of the Year — Marin Alsop
- Male Artist of the Year — Bryn Terfel
- Album of the Year — Katherine Jenkins — Second Nature
- Ensemble/Orchestral Album of the Year—Harry Christophers und The Sixteen — Renaissance
- Contemporary Music Award — John Adams — On the Transmigration of Souls
- Soundtrack Composer Award — John Williams — Harry Potter and the Prisoner of Azkaban and The Terminal
- Young British Classical Performer — Natalie Clein
- Critics' Award—Stephen Hough — Rachmaninov Piano Concertos
- Outstanding Contribution to Music — James Galway

### 2006
4. Mai 2006
- Singer of the Year — Andreas Scholl — Arias for Senesino
- Instrumentalist of the Year — Leif Ove Andsnes — Rachmaninov Piano Concerto 1 and 2
- Album of the Year — Katherine Jenkins — Living A Dream
- Ensemble/Orchestral Album of the Year — Takács Quartett — Beethoven: Die späten Streichquartette
- Contemporary Music Award — James MacMillan — 3. Sinfonie, Silence
- Soundtrack/Musical Theatre Composer Award — Dario Marianelli — Pride & Prejudice
- Young British Classical Performer — Alison Balsom
- Critics' Award — Royal Opera House Chorus and Orchestra, Plácido Domingo, Antonio Pappano — Tristan und Isolde
- Lifetime Achievement — Plácido Domingo

### 2007
3. Mai 2007
- Singer of the Year — Anna Netrebko — Russian Album & Violetta
- Instrumentalist of the Year — Leif Ove Andsnes — Horizons
- Album of the Year — Paul McCartney — Ecce Cor Meum
- Contemporary Composer of the Year — John Adams — The Dharma at Big Sur/My Father knew Charles Ives
- Classical Recording of the Year — Berliner Philharmoniker and Sir Simon Rattle - Holst, Die Planeten
- Soundtrack Composer of the Year — George Fenton — planet erde
- Young British Classical Performer — Ruth Palmer
- Critics' Award — Freiburger Barockorchester, RIAS Kammerchor, René Jacobs — Mozart, La clemenza di Tito
- Lifetime Achievement — Vernon Handley

### 2008
8. Mai 2008
- Male of the Year — Sir Colin Davis
- Female of the Year — Anna Netrebko
- Young British Classical Performer — Nicola Benedetti
- Album of the Year — Blake — Blake
- Soundtrack of the Year — Blood Diamond — James Newton Howard
- Critics' Award — Steven Isserlis — Bach: Cello Suites
- Outstanding Contribution — Andrew Lloyd Webber
- Newcomer Award - Vilde Frang

### 2009
- Young British Classical Performer: Alina Ibragimowa

### 2011
Seit 2011 heißen die Preise Classic BRIT Awards.